# Dayracer
Der Dayracer 29 wurde entwickelt von sailormade Yachting in Hamburg, konstruiert von dem Schweizer Konstrukteur Christian Bolinger und wird gebaut von der Norddeutschen Werft „Dynamic Elements GmbH“ in Fahrdorf bei Schleswig.

## Konzept
Der Dayracer 29 ist ein sogenannter Daysailer, d. h. das Konzept ist ausgerichtet auf Crews, die nur tagsüber segeln oder maximal ein oder zwei Nächte auf dem Boot verbringen.
Das Klassenkonzept wurde 2004 in der Fachpresse vorgestellt und fand vor allem in Deutschland Beachtung. Es dauerte dann aber mehr als 3 Jahre, bis der Prototyp, ausgestattet unter anderem mit einem hydraulischen Canting-Kiel, tatsächlich in der Flensburger Förde geschwommen ist. Nach ausgiebigen Tests wurde die Konstruktion optimiert und im Januar 2010 wurde das Boot mit der Baunummer 2 erstmals auf der Boot in Düsseldorf gezeigt.
Die besonderen Merkmale des Dayracer 29 sind die Trailerbarkeit, die Linienführung, die große Plicht sowie das minimalistische Interieur, das neben der Schlafmöglichkeit für 2 Erwachsene noch ein elektrisches WC, einen Kühlschrank sowie ein Hifi-System beinhaltet.

## Rumpf und Deck
Rumpf und Deck werden hergestellt aus EPOXID-Harzen in Vakuum-Composite-Technologie mit biaxialen und unidirectionalen Glas-Gelegen unter
Verwendung von hochfestem und leichtem Schaumkernmaterial.

## Unter Deck
Der Innenraum umfasst mindestens 2 Sitzbänke mit Rückenpolstern, eine sogenannte Hundekoje sowie einen WC-Raum mit elektrischem WC. Die Farben und Stoffe der Polster können relativ frei gewählt werden. Der Innenraum ist mit diversen LED-Lampen bestückt. Ein in die Bodenstruktur integrierter Tisch kann am durchgesteckten Mast hochgeschoben und arretiert werden.

## Besegelung
Die Standard-Besegelung umfasst ein durchgelattetes Großsegel, sowie eine Rollgenua. Optional können auch eine Selbstwendefock sowie unterschiedlich große Gennaker und Spinnaker gefahren werden.

## Ausstattung
Die Standard-Ausrüstung umfasst neben LED-Navigationslaternen, klappbaren Klampen und hochwertigen Winschen und Blöcken insbesondere einen Carbon-Mast, eine Carbon-Pinne sowie 3 Backskisten für diverses Zubehör wie Segel, Festmacher und Schwimmwesten. Für die Fender gibt es ein separates Netz in einer Box im Plichtboden.
Optional erhältlich ist der Dayracer29 auch mit hydraulischem Hubkiel (Tiefgang 1,20 m) sowie mit einem hydraulischen Canting-Kiel.